# ジャンデック

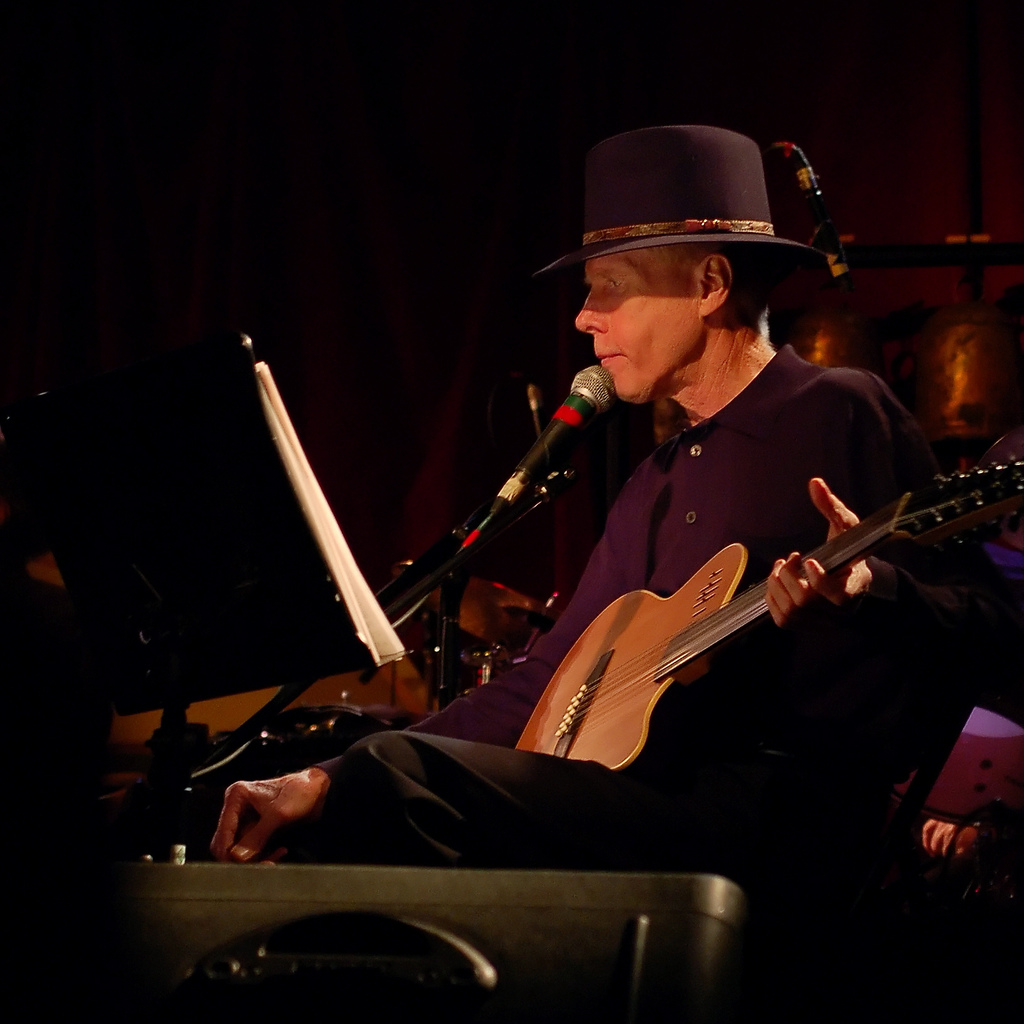
2007年

ジャンデック（英: Jandek 1945年10月26日 - ）とは、アメリカ合衆国のアウトサイダーミュージシャンであるスターリン・リチャード・スミス（Sterling Richard Smith）が行っている音楽プロジェクトである。しかし、現在ではジャンデックのリチャード・スミス自身を指す言葉として使われることが多い。ジャンデックの由来は、英語で1月を意味する「January」にdekをつけただけで意味は無いという。
アウトサイダーミュージシャンを紹介したアーウィン・チュシドの著書『Songs In The Key Of Z: Outsider Musicの巨大なる宇宙』の邦訳では、ヤンデックと表記されている。同書の注では「スターリン・リチャード・スミス自身は『ジャンデック』の発音が正しいとインタビューで答えているが、本章においては一般的に認知されている『ヤンデック』を使用した」と記述されている。

## 歴史
スターリン・リチャード・スミス（Sterling Richard Smith）は1945年10月26日にテキサス州ヒューストンで生まれた。
1978年からラジオや音楽雑誌に自作の曲を収録した「Ready For The House」という曲名だけが書かれたLP盤を送るようになった。当時ジャンデックの曲を聴いた音楽ライターは、「ギターどころか音楽を知らない人間が作曲したようだ」、「どの音楽からも影響を見つけることができなかった」と話している。ジャケットの写真にはスミス自身や自宅の写真が使われていた。ただし、当時は写真に映った人物がスミス本人かどうかは分かっていなかった。その後は「コーウッド・インダストリーズ（Corwood Industries）」という組織を立ち上げ、レコードの通販を開始した。しかし、広告に載っていた連絡先は私書箱のもので、自宅やコーウッド・インダストリーズの住所は掲載されていなかった。
1982年に女性ボーカルが歌う曲が入ったレコード「Chair Beside a Window」をリリースした。ボーカルの名前は明かされなかったものの、「Nancy Sings」という名前の曲が入っていたため、ナンシーという女性が歌ったのではと考えられている。また、同年発表された「Your Turn to Fall」では、ドラムの曲が収録されていたが、曲名が「John Plays Drums」であったため、ジョンという人物が演奏したと考えられている。
1985年に「Spin Magazine」という雑誌の電話インタビューにジャンデックの由来を話した。また、ギターのチューニングを知らないのではなく、独自の方法で行っていることを明かした。
1999年にテキサス州の新聞社のライターが、ジャンデックの正体を探るべく調査し、郵便局の私書箱に通販の申し込み書を取りに来たスミス本人に会うことに成功した。しかし、スミスは音楽については何も答えず、調査はそこで終わった。スミスは最初の曲を発表した1978年から2004年までの間、一切公の場に姿を現さず、またメディアとは上記の2回しか接触しなかった。
2004年7月に「Jandek on Corwood」というジャンデックに関するドキュメンタリー映画が公開された。日本では東京MXテレビの松嶋×町山 未公開映画を観るTVにおいて、『ジャンデック・オン・コーンウッド』の邦題で2010年7月9日・7月16日に放送された。
2004年10月にスコットランドのグラスゴーで開催された音楽フェスティバルに予告無しで登場し演奏を行った。これを機に、積極的に世界各国のコンサートに出演するようになった。しかし現在においてもプライベートな情報は明かしておらず、インタビュー等にも応じていない。

## ディスコグラフィ
| コーウッド・インダストリーズで発売されたJandekのアルバム。 - 0739: Ready for the House (1978) - 0740: Six and Six (1981) - 0741: Later On (1981) - 0742: Chair Beside a Window (1982) - 0743: Living in a Moon So Blue (1982) - 0744: Staring at the Cellophane (1982) - 0745: Your Turn to Fall (1983) - 0746: The Rocks Crumble (1983) - 0747: Interstellar Discussion (1984) - 0748: Nine-Thirty (1985) - 0749: Foreign Keys (1985) - 0750: Telegraph Melts (1986) - 0751: Follow Your Footsteps (1986) - 0752: Modern Dances (1987) - 0753: Blue Corpse (1987) - 0754: You Walk Alone (1988) - 0755: On the Way (1988) - 0756: The Living End (1989) - 0757: Somebody in the Snow (1990) - 0758: One Foot in the North (1991) - 0759: Lost Cause (1992) - 0760: Twelfth Apostle (1993) - 0761: Graven Image (1994) - 0762: Glad to Get Away (1994) - 0763: White Box Requiem (1996) - 0764: I Woke Up (1997) - 0765: New Town (1998) - 0766: The Beginning (1999) - 0767: Put My Dream on This Planet (2000) - 0768: This Narrow Road (2001) - 0769: Worthless Recluse (2001) - 0770: I Threw You Away (2002) - 0771: The Humility of Pain (2002) - 0772: The Place (2003) - 0773: The Gone Wait (2003) - 0774: Shadow of Leaves (2004) - 0775: The End of It All (2004) - 0776: The Door Behind (2004) - 0777: A Kingdom He Likes (2004) - 0778: When I Took That Train (2005) - 0779: Glasgow Sunday (2005) (rec. 10/17/04) - 0780: Raining Down Diamonds (2005) - 0781: Khartoum (2005) - 0782: Khartoum Variations (2006) - 0783: Newcastle Sunday (2006) 2CD (rec. 05/22/05) - 0784: What Else Does The Time Mean? (2006) - 0785: Glasgow Monday (2006) 2CD (rec. 05/23/05) - 0786: Austin Sunday (2006) 2CD (rec. 08/28/05) - 0787: The Ruins of Adventure (2006) - 0788: Manhattan Tuesday (2007) 2CD (rec. 09/06/05) - 0789: Brooklyn Wednesday (2007) 4CD (rec. 09/07/05) - 0790: The Myth of Blue Icicles (2008) - 0791: Glasgow Friday (2008) (rec. 10/14/05) - 0792: Glasgow Sunday 2005 (2008) (rec. 10/16/05) - 0793: London Tuesday (2008) (rec. 10/18/05) - 0794: Skirting the Edge (2008) - 0795: Hasselt Saturday (2009) (rec. 11/12/05) - 0796: Helsinki Saturday (2009) (rec. 11/19/05) - 0797: Not Hunting For Meaning (2009) - 0798: Portland Thursday (2009) 2CD (rec. 04/20/06) - 0799: What Was Out There Disappeared (2009) - 0800: Camber Sands Sunday (2009) (rec. 05/14/06) - 0801: Bristol Wednesday (2010) (rec. 05/17/06) - 0802: Canticle of Castaway (2010) - 0803: Toronto Sunday (2010) 2CD (rec. 09/17/06) - 0804: Chicago Wednesday (2010) 2CD (rec. 09/20/06) - 0805: Where Do You Go From Here? (2011) - 0806: Seattle Friday (2011) (rec. 10/27/06) - 0807: Indianapolis Saturday (2012) 2CD (rec. 12/09/06) - 0808: Maze of the Phantom (2012) 2CD - 0809: Atlanta Saturday (2012) 2CD (rec. 02/17/07) - 0810: Richmond Sunday (2012) 2CD (rec. 03/11/07) - 0811: The Song of Morgan (2013) 9CD - 0812: Athens Saturday (2013) 2CD (rec. 07/28/12) - 0813: Houston Saturday (2014) (rec. 06/01/13) - 0814: Ghost Passing (2014) 6CD - 0815: Houston Saturday 2011 (rec. 12/17/11) |